# Normális eloszlás

A normális eloszlás sűrűségfüggvénye, ha

Az X valószínűségi változó normális eloszlást követ – vagy rövidebben: normális eloszlású – pontosan akkor, ha sűrűségfüggvénye
ahol a két paraméter, m és σ ∈ R, valamint σ > 0. A normális eloszlást szokták Gauss-eloszlásnak vagy néha normál eloszlásnak is nevezni.
Azt, hogy az X valószínűségi változó normális eloszlást követ, a következő módon szoktuk jelölni:
Speciálisan, ha X ~ N(0, 1), akkor X-et standard normális eloszlásúnak (vagy sztenderd normális eloszlásúnak) nevezzük.
A fenti sűrűségfüggvény grafikonját alakja miatt szokás haranggörbének nevezni.

## A normális eloszlást jellemző függvények
Eloszlásfüggvénye
Karakterisztikus függvénye

## Sűrűségfüggvényének tulajdonságai
- Maximumhelye m (de nem emiatt lesz az eloszlás várható értéke is m, az egybeesés a szimmetriának köszönhető).
- Szimmetrikus a maximumhelyére vonatkozóan.

- {\displaystyle (\forall x\in \mathbb {R} )f(x)>0}

- {\displaystyle \lim _{x\to -\infty }f(x)=0}

- {\displaystyle \lim _{x\to \infty }f(x)=0}

- {\displaystyle \int _{-\infty }^{\infty }f(x)dx=1}
- Folytonos függvény.

## A normális eloszlást jellemző számok
Várható értéke
{\displaystyle \mathbf {E} (X)=m}
Szórása
{\displaystyle \mathbf {D} (X)=\sigma }
Momentumai
{\displaystyle \mathrm {E} \left(X^{p}\right)={\begin{cases}0&{\text{ha }}p{\text{ páratlan,}}\\\sigma ^{p}\,(p-1)!!&{\text{ha }}p{\text{ páros.}}\end{cases}}}
Abszolút momentumai
{\displaystyle \operatorname {E} \left(|X|^{p}\right)=\sigma ^{p}\,(p-1)!!\cdot \left.{\begin{cases}{\sqrt {\frac {2}{\pi }}}&{\text{ha }}p{\text{ páratlan}}\\1&{\text{ha }}p{\text{ páros}}\end{cases}}\right\}=\sigma ^{p}\cdot {\frac {2^{\frac {p}{2}}\Gamma \left({\frac {p+1}{2}}\right)}{\sqrt {\pi }}}}
Ferdesége
{\displaystyle \beta _{1}(X)=0\,}
Lapultsága
{\displaystyle \beta _{2}(X)=0\,}

## Normális eloszlású valószínűségi változó néhány fontosabb tulajdonsága
- Ha X ~ N(m, σ²), akkor bármilyen nullától különböző valós a és bármilyen valós b szám esetén az Y = aX + b valószínűségi változó is normális eloszlást követ, pontosabban Y ~ N(am + b, a²σ²).
 Az eloszlás eme tulajdonságán alapul a standardizálás módszere: ha X ~ N(m, σ²), akkor (X–m)/σ ~ N(0, 1).
- Normális eloszlású független valószínűségi változók összege is normális eloszlású. Pontosabban ha X1 ~ N(m1, σ1²) és X2 ~ N(m2, σ2²) független valószínűségi változók, akkor X1 + X2 ~ N(m1 + m2, σ1² + σ2²).

- Fordítva: ha X1 és X2 független valószínűségi változó, és X1 + X2 normális eloszlású, akkor X1 is és X2 is normális eloszlású.

## Megjelenése máshol
1989-ben a Német Szövetségi Bank olyan 10 márkás bankjegyet bocsátott ki, melyen Gauss képe mellett a standard normális eloszlás sűrűségfüggvényének grafikonja és képlete is látható. Ez a bankjegy 2001-ig volt forgalomban, amikor is Németország áttért az euróra.